# Archivio corrente
(Carucci-Guercio, p. 204)
L'archivio corrente, secondo la legislazione italiana, è la prima fase della vita dell'archivio. Durante il periodo corrente si ha la nascita della documentazione, che viene subito considerata "archivio" (secondo l'impostazione del teorico seicentesco Baldassarre Bonifacio alla base di questo sistema), a differenza dell'impostazione dell'area germanica, dove questa fase è chiamata "registratura corrente". Conclusa la fase "corrente", segue quella di deposito.

## Generalità
Esso contiene atti relativi a procedimenti e procedure in corso o comunque non concluse, che vengono create tramite il naturale svolgimento dell'attività del soggetto produttore per il trattamento dell'affare e sono legate fra di loro attraverso il vincolo archivistico. Ad esempio si produrrà della corrispondenza (in entrata e in uscita), delle delibere (nel caso di soggetti pubblici), degli atti, ecc. L'archivio corrente dunque ha finalità essenzialmente pratiche, amministrative (contabili) e giuridiche: non vi si ravvisano ancora finalità di tipo storico, tipiche della fase degli archivi storici. Inoltre è importante ribadire che la corretta organizzazione del materiale archivistico durante la fase "attiva" è fondamentale, in quanto si ripercuote interamente sulle due successive fasi di vita dell'archivio medesimo, come ribadito da Angelo Giorgio Ghezzi:
(p. 259)

### Normativa

#### Enti statali e pubblici
Secondo il DPR 28 dicembre 2000, n. 445 contiene tutte le pratiche aperte e tutte le pratiche chiuse nell'anno civile in corso (periodo di minima giacenza), anche se è previsto che i documenti possano restare in questa fase almeno per cinque anni, secondo quanto stabilito dal piano di gestione. Può capitare quindi che l'archivio corrente contenga anche materiale cronologicamente non uniforme, prodotto in anni diversi. Le pratiche aperte infatti, in casi di particolare complessità, possono restare in accrescimento anche per decenni.

#### Enti privati
In Italia i soggetti privati non sono soggetti a particolari normative in materia archivistica, per cui la gestione dell'archivio corrente, come delle altre fasi, è libera. Solo alcune tipologie di documenti, legati soprattutto alle ricevute di pagamento ed alla contabilità, devono essere conservati secondo norme specifiche per un certo periodo di anni. Fanno eccezione gli archivi privati dichiarati di interesse storico particolarmente rilevante (art. 10-13 del codice dei beni culturali e del paesaggio), che sono assimilati agli archivi di enti pubblici.

### Gestione dell'archivio corrente
Per quanto riguarda la gestione dell'archivio durante la fase corrente, essa è definita in tali parole da Paola Carucci e Maria Guercio:
(Carucci-Guercio, p. 204)
Per ovviare a tale gestione, durante la fase primaria della vita dell'archivio ci si avvale di una serie di strumenti finalizzati alla registrazione, alla classificazione ed infine alla fascicolazione dei documenti.

#### La registrazione o protocollazione
Il protocollo è il registro su cui vengono trascritti progressivamente i documenti e gli atti in entrata e in uscita dal soggetto. Questa registrazione, se condotta a norma di legge, ha carattere di pubblica e riconosciuta certezza, cioè "fa fede" in caso di controversia giuridica: vi vengono infatti annotati i principali elementi caratterizzanti quella determinata unità documentaria. In conclusione lo scopo della protocollazione è quello di porre attenzione al problema della conservazione a lungo termine, all'inalterabilità dei dati e a far sì che questi dati non vadano persi o cancellati e per questo motivo, secondo quanto ribadito da Eugenio Casanova nel suo manuale di Archivistica del 1928 e dalla D.G.A., il protocollo svolge un ruolo fondamentale:
(Glossario, Protocollo)

##### La nascita del protocollo
Nel corso del ‘700, davanti al disordine degli archivi e alla mancanza di un ordinamento dei documenti in essi contenuti, Maria Teresa d’Austria, il suo cancelliere Kaunitz e poi Napoleone Bonaparte ordinarono un riordinamento interno del sistema archivistico, imponendo sia il numero di protocollo che l’indice di registrazione.

##### Il procedimento
1. Il numero di protocollo. Quando un documento viene creato dal soggetto produttore o lo riceve acquisendolo, questo dev'essere individuato/identificato da una persona dotata di una preparazione specifica, ovvero il protocollista. Il protocollista come prima cosa attribuisce al documento in entrata o in uscita un numero, che è annuale e progressvo (in quest’ultimo caso si dice anche “analitico”[5]), seguendo la normativa vigente che definisce il protocollo quale «un atto pubblico di fede privilegiata»[6].
2. Il registro di protocollo. Oltre ad attribuire al documento un numero, si devono annotare sul registro di protocollo tutti i dati che identificano quel documento in base alle leggi entrate in vigore nel 1897 per i Comuni e nel 1900 per gli uffici statali[7]. In seguito all'imposizione alle pubbliche amministrazioni di sostituire il protocollo classico con quello informatico (D.P.R. 428/1998), si devono registrare in tale protocollo i dati più importanti per identificare il documento[8]:
  - Numero di protocollo attribuito
  - Data del documento, tenendo conto che la data del documento potrebbe non essere la stessa di registrazione bisogna specificare il caso di registrazione di un documento proveniente dall'esterno. In questo caso si protocollerà il documento con una data diversa (data archivistica) dalla data storica (cioè la data in cui viene prodotto).
  - Mittente e destinatario
  - Luogo di provenienza o destinazione
  - Oggetto del documento
  - Mezzo di trasmissione
  - Numero di allegati
  - Il nome del funzionario cui è stata affidata la pratica
  - Indice di classificazione del documento, indice basato sul titolario o piano di classificazione

#### La classificazione
La classificazione è la seconda fase di organizzazione dell'archivio corrente. Dopo aver identificato i documenti con un numero di protocollo e averli segnati sull'apposito registro, è necessario classificarli tramite un piano di classificazione (o titolario), ossia un codice «articolato in categorie e eventualmente in ulteriori sotto-partizioni, in base al quale i documenti dell'archivio corrente vengono raggruppati secondo un ordine logico» stabilito dal soggetto produttore in base alle esigenze di quest'ultimo, elemento per cui i titolari possono assumere una struttura diversa in base alle esigenze dell'ente. Compito precipuo del piano di classificazione è quello di rispecchiare le attività del soggetto produttore e, per quanto riguarda la sua struttura, non è modificabile in quanto non rischi di intaccare il vincolo tra i documenti prodotti.

##### La fascicolazione
Dopo aver protocollato e registrato il documento, è necessario che si tratti quell'affare. Dal punto di vista archivistico, se è il primo documento che apre un affare, bisogna aprire un fascicolo nuovo; se tratta di una materia già in corso, si va ad inserire nel documento che deve già esistere. Il fascicolo, esempio di unità archivistica, contiene le unità documentarie ordinate in modo cronologico inverso. I documenti a loro volta sono protetti da una camicia sulla quale bisogna annotare:
- Anno di apertura del fascicolo
- Anno di chiusura del fascicolo
- Numero annuale di fascicolo
- Oggetto sintetico ma identificativo
- Annotazione di passaggio all'archivio di deposito o all'archivio storico o scarto
- Elenco dei documenti contenuti

Fondamentale per la gestione della fase di fascicolazione è uno strumento chiamato repertorio dei fascicoli, ossia il «registro su cui vengono annotati con un numero progressivo i fascicoli secondo l’ordine cronologico in cui si costituiscono all’interno delle suddivisioni del titolario: il repertorio deve essere organizzato in maniera da riprodurre le suddivisioni del titolario».

##### La chiusura dell'archivio corrente: il massimario di scarto
All'inizio di ogni anno (generalmente entro i primi 15 giorni di gennaio) l'incaricato archivista chiude il registro di protocollo e si presenta in tutti i singoli uffici a raccogliere tutte le pratiche concluse, riunendole in serie (a loro volta composte da uno o più faldoni) che sono ricomposte seguendo i codici del titolario di classificazione. I fascicoli delle pratiche che si sono concluse passano così dunque nell'archivio di deposito e, per procedere direttamente a questa fase, è necessario essere in possesso di un piano di conservazione o massimario di scarto, che stabilisce la durata di "vita attiva" degli atti d'ufficio.

## Organizzazione della documentazione

### Premessa
Quando si tratta di mettere in atto un'organizzazione dei documenti per la gestione pratica, è importante strutturare l'archivio secondo la struttura e l'attività del soggetto produttore, con una certa libertà di scelta della forma più adatta. Per alcuni soggetti potrebbe essere utile dividere le carte in fascicoli per ciascun settore di attività o per ciascuna area geografica dove si operi o ancora, se si ha un numero limitato di referenti esterni, per ciascun cliente/fornitore, in ordine alfabetico (e poi cronologico).
Per strutture di piccole dimensioni (archivi personali o di attività individuali) può a volte bastare semplicemente un criterio cronologico, con la produzione documentaria inserita in un unico fascicolo, per ordine di arrivo. Altre volte le unità archivistiche sono divise in base al supporto: materiale cartaceo (legato, come libri, codici, registri, o carte sciolte, come buste, cartolari, faldoni, filze), materiale su supporto ottico (microfilm) o informatico (e-mail, scannerizzazioni), ecc.

### IlManuale di gestione
Per il corretto funzionamento di un ufficio, e la gestione quindi dei fascicoli, il manuale di gestione è uno strumento fondamentale. Definito nel D.P.C.M. 31 ottobre 2000 come lo strumento che «descrive il sistema di gestione e di conservazione dei documenti e fornisce le istruzioni per il corretto funzionamento del servizio», il manuale di gestione dev'essere presente in ogni ufficio e deve descrivere tutto ciò che riguarda la gestione dell'archivio, dalla fase iniziale fino alla fase definitiva.